# Narodni ljudski muzej Koreje
Narodni ljudski muzej Koreje (korejsko 국립민속박물관) je narodni muzej na območju Gjongbokgunga v okrožju Džongno v Seulu v Južni Koreji. Z replikami zgodovinskih predmetov ponazarja zgodovino tradicionalnega življenja korejskega ljudstva.

## Zgodovina
Predhodnik muzeja, Muzej ljudske umetnosti Čōsen, je bil ustanovljen leta 1924 med japonsko okupacijo Koreje. Trije ustanovitelji so bili bratje Asakava in Janagi Sōecu.
Drugi muzej s tem imenom je 8. novembra 1945 ustanovila ameriška vlada in odprl svoja vrata 25. aprila 1946 v spominski dvorani mestne uprave. Ko se je muzej združil z Narodnim muzejem Koreje, je bila njegova zbirka 4555 artefaktov preseljena na lokacijo slednjega v Namsanu. Leta 1975, ko se je Narodni muzej preselil na posestvo Gjongbokgunga, se je skupaj z njim preselil tudi v stavbo Muzeja moderne umetnosti. Leta 1993 se je odprl na sedanji lokaciji, kjer je bil prej Narodni muzej Koreje. Zasnova stavbe temelji na različnih zgodovinskih stavbah po Južni Koreji.

## Zbirka
Muzej ima več kot 98.000 artefaktov in tri glavne razstavne dvorane: 
- »Zgodovina korejskega ljudstva« predstavlja gradivo iz vsakdanjega življenja v Koreji od prazgodovine do konca obdobja Čoson leta 1910;
- »Korejski način življenja«, ki prikazuje korejske vaščane v antiki; in
- »Življenjski cikel Korejcev«, ki prikazuje globoke korenine konfucijanstva v korejski kulturi in kako je ta ideologija povzročila večino običajev te kulture.

Muzej ponuja tudi razstave na prostem, kot so replike duhovnih postojank, kjer so vaščani nekoč molili, kamniti kupi za čaščenje, mlini za mletje, zavetišča za shranjevanje riža in jame za lonce za kimči.
Marca 2021 je Narodni ljudski muzej ponovno odprl razstavo, ki prikazuje predmete iz 20. stoletja iz obdobja Čoson ter predmete iz moderne in sodobne Koreje. Predmeti so na ogled v stalni razstavni dvorani 2, ki je bila po prenovi ponovno odprta 20. marca 2021.

## Galerija
- vhod v Otroški muzej
- Notranjost tradicionalne korejske hiše
- Zbirka Hanbok
- Zbirka Džangseung
- Družinski oltar
- Diorama tradicionalnega kmetovanja
- Tradicionalna poročna slovesnost
- Rojstnodnevna zabava
- Beli sladkor Samyang in slogan podjetja
- Model trgovske ladje, ki jo je zgradil Hyundai, in revije podjetja
- Nagradni transparent za športno igro
- Oprema južnokorejskega baseball kluba